# Убивство Олександра II
Убивство Олександра II сталося 1 (13) березня 1881 року. Олександра II було вбито внаслідок нападу, здійсненого кількома членами терористичної організації «Народна воля» в Санкт-Петербурзі на набережній Катерининського каналу за допомогою саморобних метальних снарядів. Народники сподівалися, що вбивство царя викличе революцію і призведе до соціальних перетворень.

## Плани терористів
У підготовку вбивства Олександра II — головної терористичної акції «Народної волі» — з 1879 по 1881 рік було залучено лише 12 осіб. Цим займався глибоко законспірований Виконавчий комітет партії та кілька осіб, у разі потреби залучених як помічники.

### Підготовка вибуху Кам'яного мосту

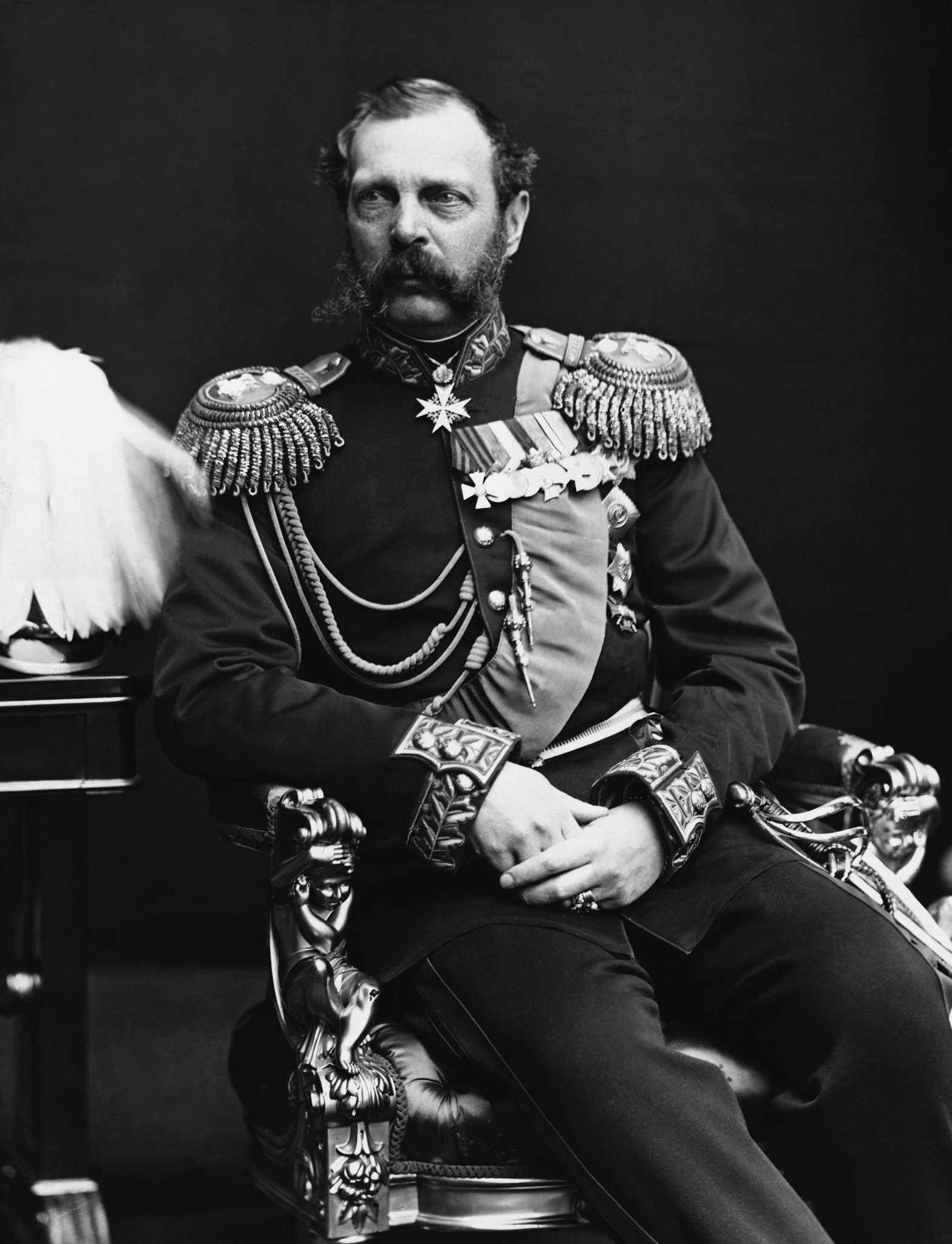
Олександр II, близько 1878—1881 рр.

Після невдалого замаху в Зимовому палаці народовольці стали ґрунтовно готуватися до чергової спроби. Олександр II після цього став рідко залишати палац. Один із маршрутів його кортежу пролягав Гороховою вулицею із Зимового палацу до Царськосільського вокзалу. Спочатку, з ініціативи Олександра Михайлова, розглядався варіант мінування Кам'яного мосту, перекинутого через Катерининський канал. У серпні 1880 року під міст із човна було опущено чотири гутаперчеві «подушки» з чорним динамітом загальною вагою 7 пудів. До плотів поруч із мостом, на яких прали білизну, було виведено дроти. Підрив мали здійснити 17 серпня 1880 року Андрій Желябов і Макар Тетерка. Замах зірвався через безглузду причину — Тетерка, який не мав годинника, проспав і спізнився до проїзду царя. Того ж дня Олександр II виїхав до Криму.

### Підготовка вибуху на Малій Садовій вулиці
Наступна спроба, що виявилася успішною, почалася зі спостереження, що тривало майже три місяці: шість осіб під керівництвом Перовської щодня стежили за виїздами царя з Зимового палацу. Спостереження показали, що регулярно він відвідує лише розвід варти в Михайлівському манежі в неділю. Цією пунктуальністю царя вирішили скористатися змовники. Шлях проходження царського кортежу пролягав Невським проспектом і Малою Садовою вулицею. Цар їздив дуже швидко. З манежу він повертався Катерининським каналом. Перовська зауважила: на повороті від Михайлівського театру на Катерининський канал кучер зазвичай затримує коней. Вона знайшла це місце зручним для замаху.
На початку грудня 1880 року народовольці Ганна Якімова та Юрій Богданович під прізвищем подружжя зняли сирну лавку в напівпідвалі будинку № 8 на Малій Садовій вулиці на розі Невського проспекту, звідки під бруківку до кінця лютого 1881 року була прорита галерея для закладання бомби. Підготовкою керував Андрій Желябов. За його планом, якщо міна б з якихось причин не вибухнула або кортеж не поїде Малою Садовою, то четверо «метальників», що знаходяться на вулиці, повинні були кинути в царську карету бомби. Якщо і після цього Олександр II залишився б живим, то Желябов мав би стрибнути в карету та заколоти царя кинджалом.
На початку 1881 року було кілька важких ударів по керівній ланці «Народної волі»: один за одним до рук влади потрапили провідні діячі «Народної волі», члени її Виконавчого комітету Олександр Михайлов, Андрій Пресняков, Олександр Баранников, Микола Морозов та інших. За два дні до призначеної дати замаху було схоплено Желябова (27 лютого (11 березня) 1881 року). Саме арешт останнього змусив терористів діяти без зволікання.
До кінця лютого, коли роботи були майже закінчені, лавка Кобозєва, мало відвідувана покупцями, привернула увагу двірника сусідського будинку, який звернувся до поліції. 28 лютого, за день до замаху, лавку під приводом санітарної перевірки було оглянуто інженер-генералом Мровінським у присутності поліції. Мровінський помітив дерев'яну обшивку, за якою містилася витягнута з підкопу земля; на підлозі лави виразні були плями вогкості від свіжовиритого ґрунту. Проте він задовольнився поясненнями Кобозєва-Богдановича. І хоча перевірка не закінчилася провалом, сам факт того, що лавка перебуває під підозрою, викликав занепокоєння народовольців за зрив усієї операції.

### Останні приготування

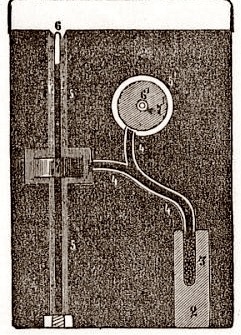
Схема метального снаряда конструкції Кібальчича (з матеріалів слідства).

Ще наприкінці січня були визначені четверо добровольців-метальників: Ігнатій Гриневицький, Тимофій Михайлов, Іван Ємельянов та Микола Рисаков. Їм було надано доступ на конспіративну квартиру Миколи Сабліна та Гесі Гельфман у будинку 5 по Візковій вулиці. Там відбулися «лекції» Кібальчича про влаштування та використання метальних снарядів.

Я предлагал несколько типов метательных снарядов, отличавшихся между собой по приспособлению для получения огня, сообщающего взрыв динамиту, и только в последнее время придумал данную форму снаряда. … Огонь по стопину передаётся моментально и, следовательно, взрыв должен произойти в то мгновение, как только снаряд ударится о препятствие…— Із свідчень Н.І. Кибальчича
28 лютого Рисаков, Кибальчич, Гриневицький та Михайлов виїжджали за місто, під Смольний монастир для практичного випробування снаряда. Проба була успішною: при масі близько 6 фунтів (2,5 кг) радіус гарантованого ураження становив близько двох метрів.

Того ж дня стало відомо про арешт Желябова, і групу очолила Софія Перовська. Були зроблені квапливі, останні приготування: Григорій Ісаєв заклав міну на Малій Садовій, а вночі, напередодні замаху, у квартирі Ісаєва та Віри Фігнер Микола Кібальчич, Микола Суханов та Михайло Грачевський виготовили чотири бомби.
Снаряды состояли из жестяных коробок цилиндрической формы с гремучим студнем, весом фунтов 5-6, и системою запалов. … Мина на Малой Садовой состояла из чёрного динамита в двух сосудах — жестяного и бутыли — с запалом из капсюли с гремучей ртутью и шашки пироксилина, пропитанных нитроглицерином, всего весом с посудой 89 фунтов. Запал был соединён с проводами, которые в нужный момент должны были быть соединены с гальванической батареей.— Якимова А. В. Покушение на Александра II. М., 1927, с. 5–16. Цит по
Вранці 1 (13) березня Перовська та Кібальчич передали їх «метальникам» на конспіративній квартирі. Перовська також олівцем на першому конверті накреслила план, на якому точками вказала місця, де повинні були стояти учасники.

## Напад

### Початкові дії терористів

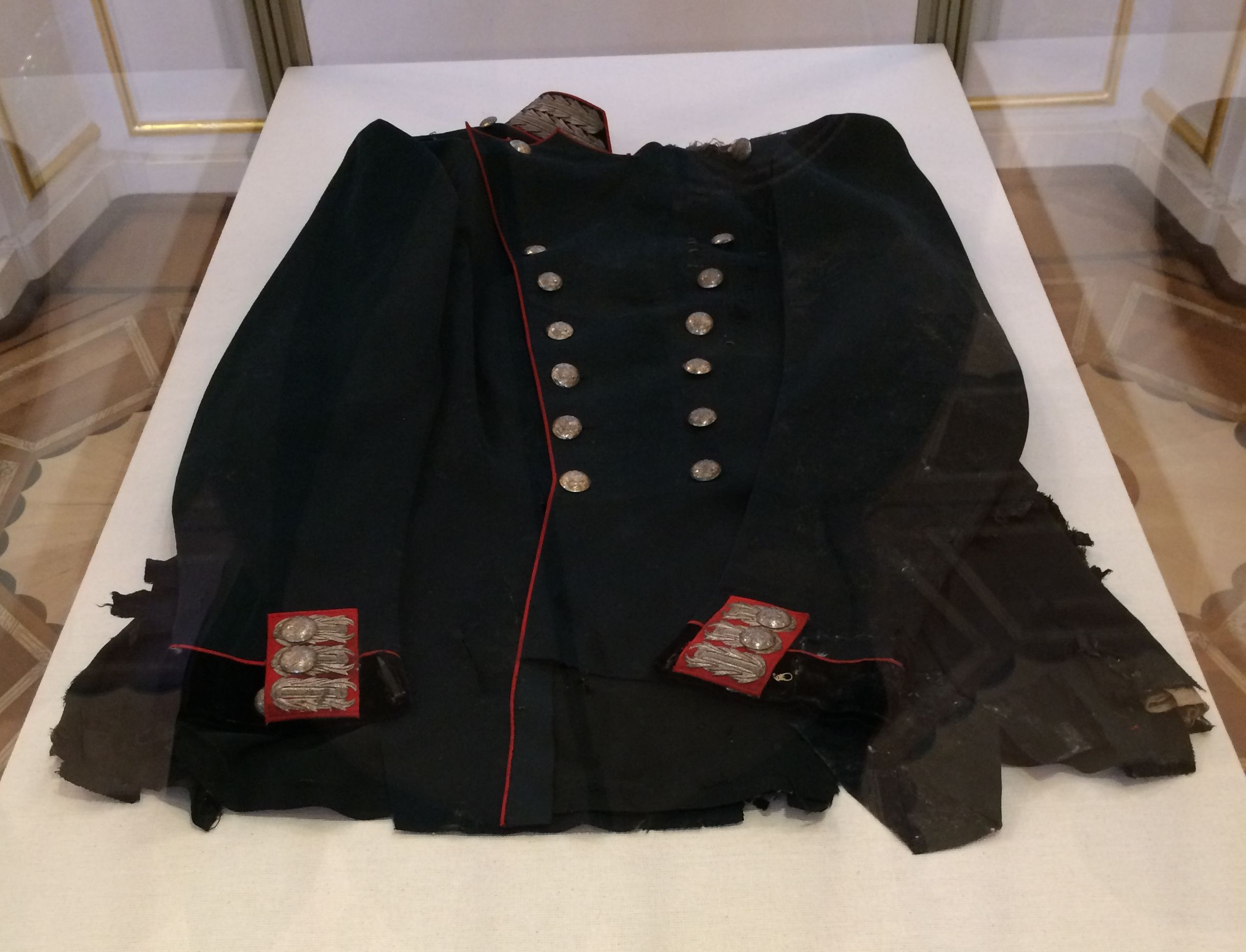
Мундир Саперного лейб-гвардії батальйону, який перебував на Олександрі II у момент замаху.

1 (13) березня 1881 року, в неділю, Олександр II виїхав із Зимового палацу в Михайлівський манеж, де збирався взяти участь у розводі варти. Незважаючи на постійні замахи, його супроводжував лише звичайний конвой — шість кінних козаків охорони, а також поліцмейстер полковник Дворжицький, начальник охоронної варти Окремого корпусу жандармів капітан Кох і командир лейб-гвардії Терського козачого ескадрону. за царською каретою. Каретою керував лейб-кучер Фрол Сергєєв, поруч із ним на козлах розташовувався ординарець унтер-офіцер Кузьма Мачнєв.
Згідно з планом, розробленим Виконавчим Комітетом, у лавці на Малій Садовій Богдановича та Якимову змінив досвідчений динамітник Михайло Фроленко. Він чекав сигналу Якимової про проїзд царя Невським проспектом, готовий замкнути електричний ланцюг підривника, знаючи, що йому швидше за все доведеться загинути під руїнами будинку. Інші терористи розташувалися по обох кінцях Малої Садової вулиці: Рисаков та Ємельянов на розі Невського проспекту та біля Катерининського скверу, Михайлов та Гриневицький — з боку Великої Італійської вулиці та Манежної площі. Перовська стояла на розі Михайлівської площі та Великої Італійської, оглядаючи усі можливі маршрути імператорського кортежу.
Проте, кортеж імператора, виїхавши з Зимового палацу, проїхав Інженерною вулицею прямо в Манеж, тим самим пройшовши заміновану Малу Садову. І після розлучення варти імператор поїхав не Малою Садовою до Невського проспекту, як припускали народовольці, а Великою Італійською в Михайлівський палац до своєї кузині, великої княгині Катерині Михайлівні. Зворотний короткий шлях до Зимового палацу теж пролягав по Інженерній вулиці, потім по набережній Катерининського каналу: міна на Малій Садовій ставала абсолютно марною. У цій ситуації Перовська терміново змінює план: умовним сигналом вона наказує «метальникам» переміститися спочатку до Михайлівської вулиці, а потім зайняти позиції на набережній Катерининського каналу. При цьому Михайлов відчув, що не зможе кинути бомбу і повернувся додому. Сама Перовська Невським проспектом переходить Казанський міст, йде протилежним берегом каналу і зупиняється навпроти місця майбутнього замаху. Номери метальників переплуталися, і по дорозі імператорської карети першим виявився Рисаков.

### Царовбивство

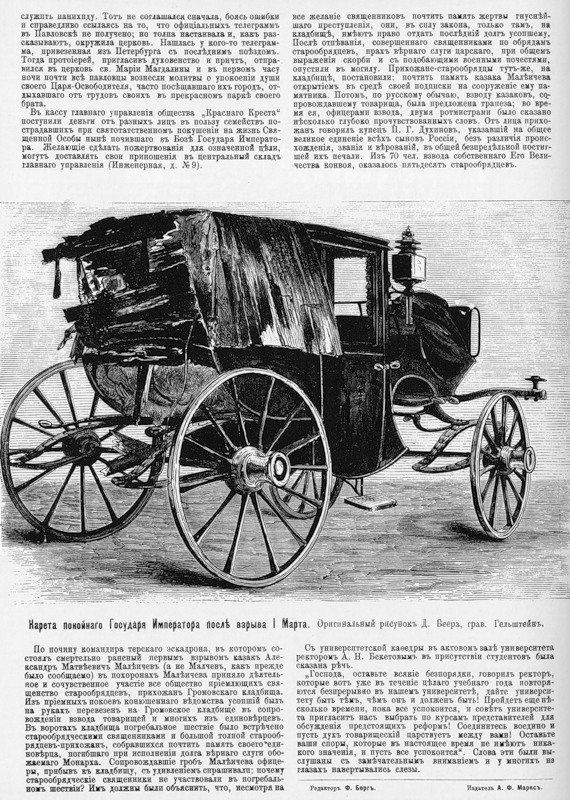
Імператорська карета після вибуху.

Приблизно о 14:15 царський кортеж повернув з Інженерної вулиці на набережну, прямуючи до Театрального мосту, коли Рисаков кинув бомбу під коней карети імператора. Вибухом були поранені козаки конвою та деякі особи поблизу, зруйнована задня стінка карети, але сам імператор не постраждав. Рисаков кинувся набережною каналу до Невського проспекту, але майже відразу його наздогнав і збив з ніг жандармський капітан Кох Потім Рисаков був переданий охороні, при цьому він спочатку назвався міщанином Глазовим.
…Идя по направлению от Конюшенного моста к Невскому по панели канала, я встретил Государя между мостом и той улицей, из которой он выехал… Я, после минутного колебания, бросил снаряд, …но промахнулся и был отброшен к решётке. Бросая снаряд, я стоял на панели аршина на 4 от экипажа Государя Императора. Направлял его под лошадей в том предположении, что его разорвет под самой каретой и что лошади могут растоптать снаряд."— Из показаний Н. Рысакова

Повідомлення про смерть Олександра II у «Петербурзькій газеті».

Лейб-кучер Сергєєв, ротмістр Кулебякін і полковник Дворжицький переконували імператора якнайшвидше покинути місце замаху, але Олександр « відчував, що військова гідність вимагає подивитися на поранених черкесів і сказати їм кілька слів». Він підійшов до затриманого Рисакова і спитав його про щось, потім пішов назад до місця вибуху, і тут стояла біля ґрат каналу і не помічений охороною Гриневицький раптом кинув під ноги імператору бомбу, загорнуту в серветку.
Тут мне, как во сне, как бы в тумане, показалось, будто спешит сойти с тротуара на мостовую навстречу Государю какой-то молодой человек, небольшого роста, и как будто я видел у него меховой воротник на пальто; затем, что если не от молодого человека, то, во всяком случае, от решётки канала что-то промелькнуло к самой ступне левой ноги Государя,— все это произошло в одно мгновение, после которого раздался оглушительный взрыв. Как только раздался треск, Государь, окружавшие его офицеры, казаки, молодой человек, который мне показался, и народ поблизости — все сразу упали, точно что всех сразу подкосило. За выстрелом на высоте выше человеческого роста образовался большой шар беловатого дыма, который, кружась, стал расходиться и распластываться книзу так, что у земли я его видел только после этого, да и то в малом количестве, почему было видно, что происходило передо мною. Я видел, как Государь упал наперед, склонясь на правый бок, а за ним и правее его, точно в таком же положении, упал офицер с белыми погонами.— Из показаний фельдшера лейб-гвардии Павловского полка Василия Горохова

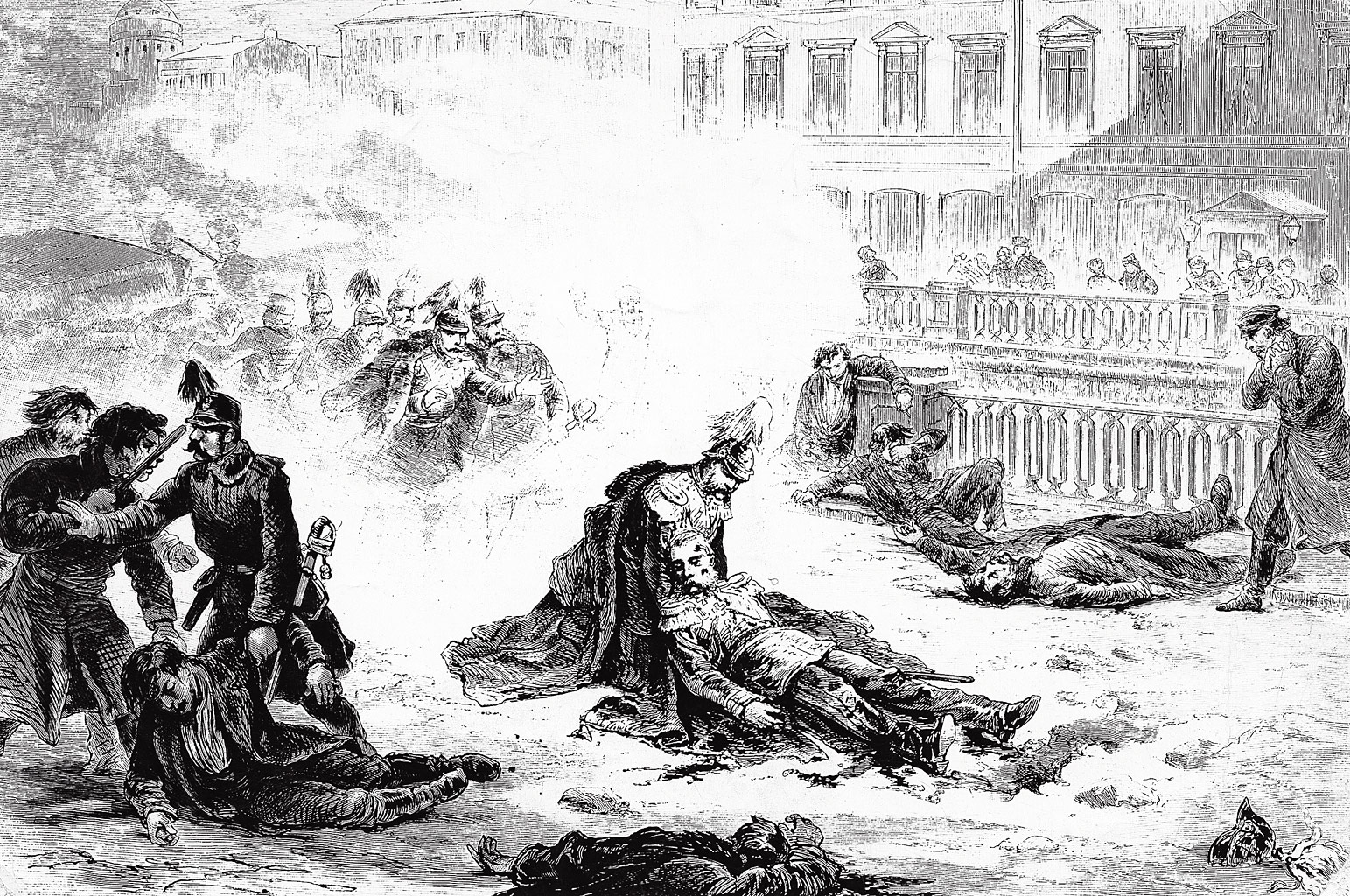
Смертельно поранений імператор Олександр II.

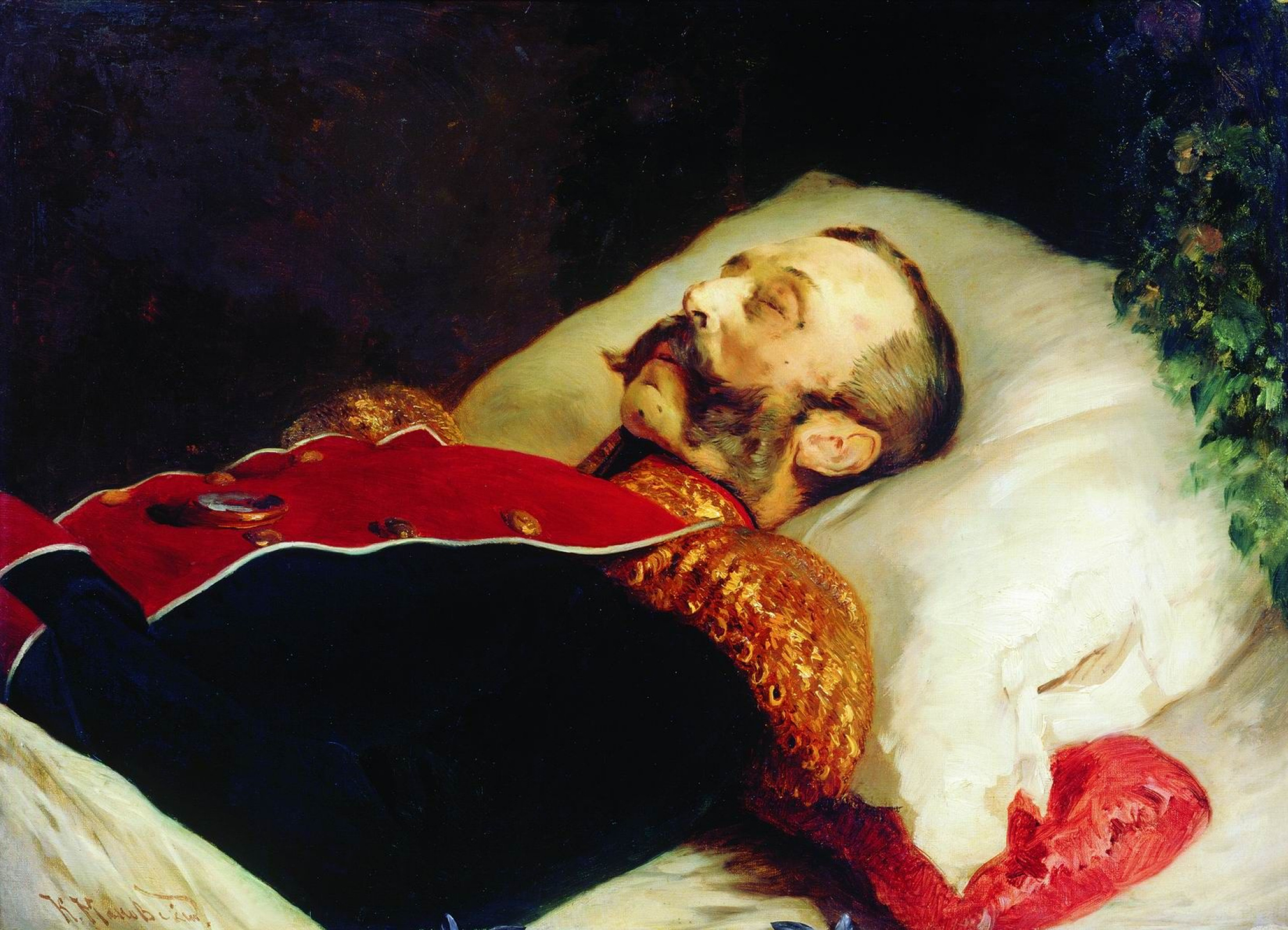
Костянтин Маковський «Портрет Олександра II на смертному одрі».

Вибухова хвиля відкинула Олександра ІІ на землю, з роздроблених ніг плескала кров. Імператор, що впав, прошепотів: «Несіть мене в палац… там… померти…» То були останні чуті свідками слова вмираючого. За розпорядженням прибулого з Михайлівського палацу великого князя Михайла Миколайовича імператора, що спливає кров'ю, повезли до Зимового палацу.
Царя подхватили и стали тащить на сани. Тогда третий метальщик (И.Емельянов), забыв, что у него под мышкой бомба в виде портфеля, бросился помогать усаживать царя в сани. Не перевязав раны, Александра II повезли во дворец, а когда привезли, он, оказалось, уже умер. Доктора потом утверждали, что если бы ему перевязали раны вовремя и не дали бы истечь кровью, то он остался бы жив.— Из воспоминаний народовольца Михаила Фроленко

Государя внесли на руках до його кабінету і поклали на ліжко. Лейб-медик Боткін на запитання спадкоємця, чи довго проживе імператор, відповів: «Від 10 до 15 хвилин». О 15 годині 35 хвилин на флагштоку Зимового палацу був спущений імператорський штандарт, оповістивши населення Санкт-Петербурга про смерть імператора Олександра II.

### Жертви терористичного акту

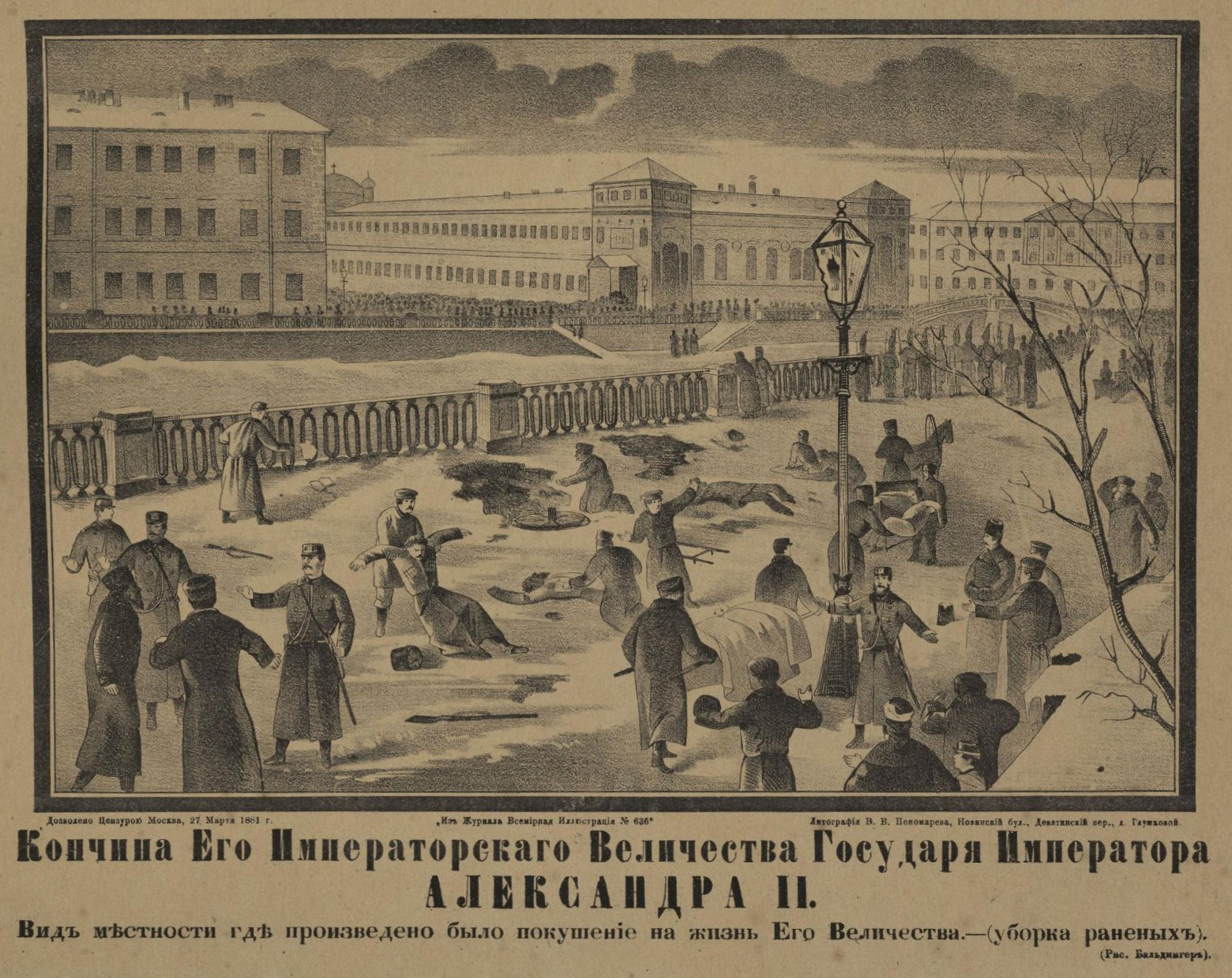
Жертви вибухів на набережній Катерининського каналу. Рис. А. Бальдінгера, 1881.

Внаслідок двох вибухів зі почту та конвою було поранено дев'ять осіб, з числа чинів поліції та сторонніх осіб, які перебували на місці теракту — одинадцять. При першому вибуху смертельні поранення отримали Олександр Малєїчов, козак лейб-гвардії Терського ескадрону власного Його Величності конвою (помер через десять хвилин після доставлення до Придворно-конюшенного госпіталю) і селянин Микола Максимов Захаров, 14 років, хлопчик з м'ясної крамниці 3 березня о 12 годині пополудні); при другому вибуху — Олександр II та Гриневицький. Гриневицький був піднятий на місці в несвідомому стані і помер у Придворно-конюшенному госпіталі о десятій з половиною годині вечора того ж дня.

## Суд та страта

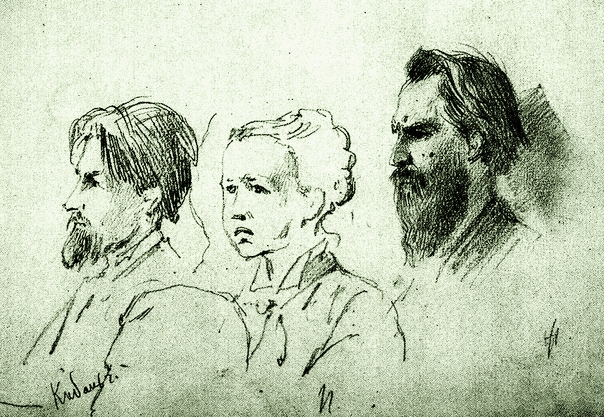
Кібальчич, Перовська та Желябов на процесі по «Справі 1 березня». Малюнок Костянтина Маковського.

Після замаху влада діяла надзвичайно енергійно. За короткий час у результаті масових поліцейських акцій петербурзьке ядро «Народної волі» було розгромлено.

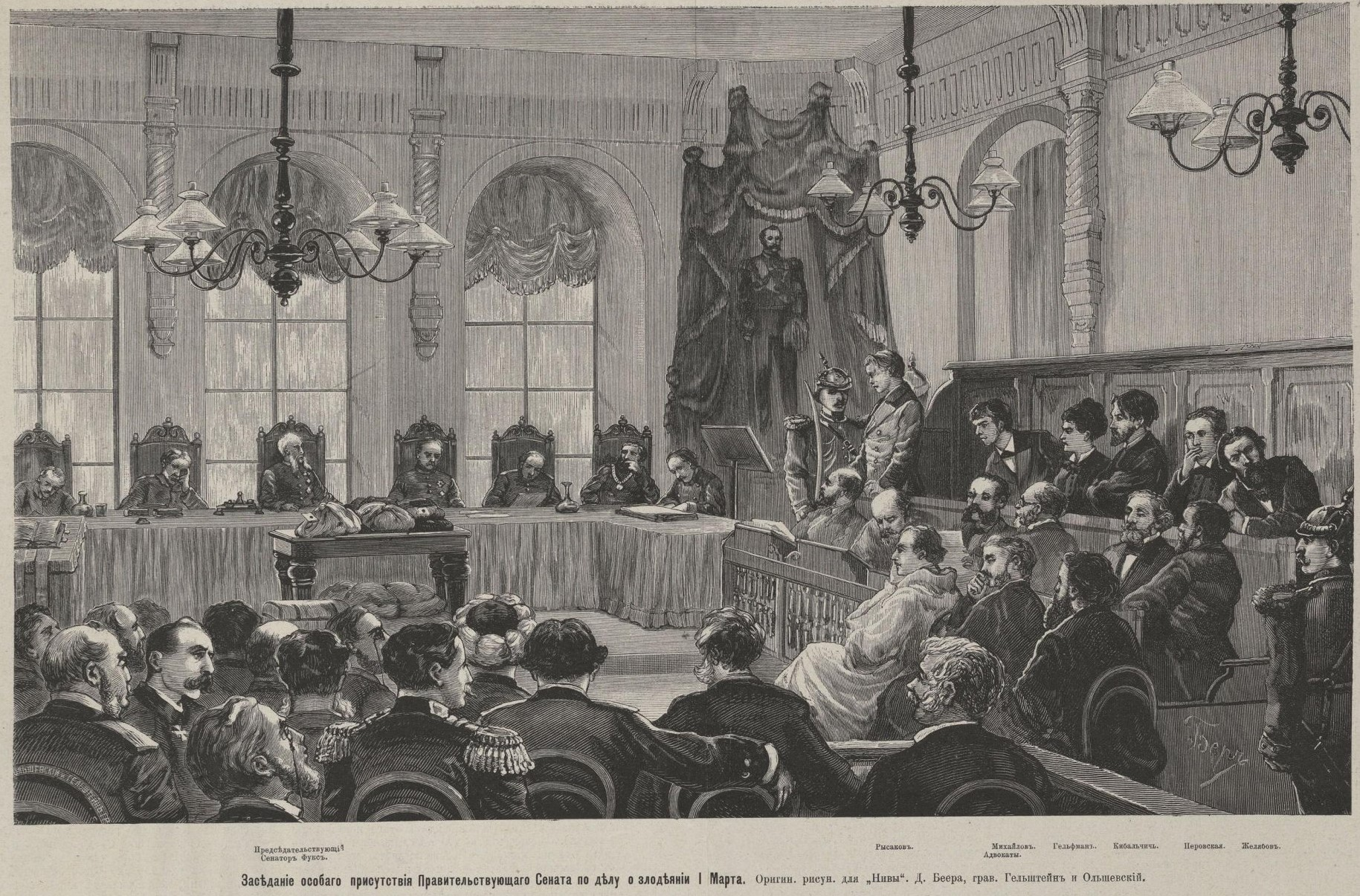
Засідання особливої присутності Урядового Сенату у справі про злочин 1 березня. Аркуш із альбому «1 березня 1881 року». Беєр К., Гельштейн, Ольшевський. 1881 р.

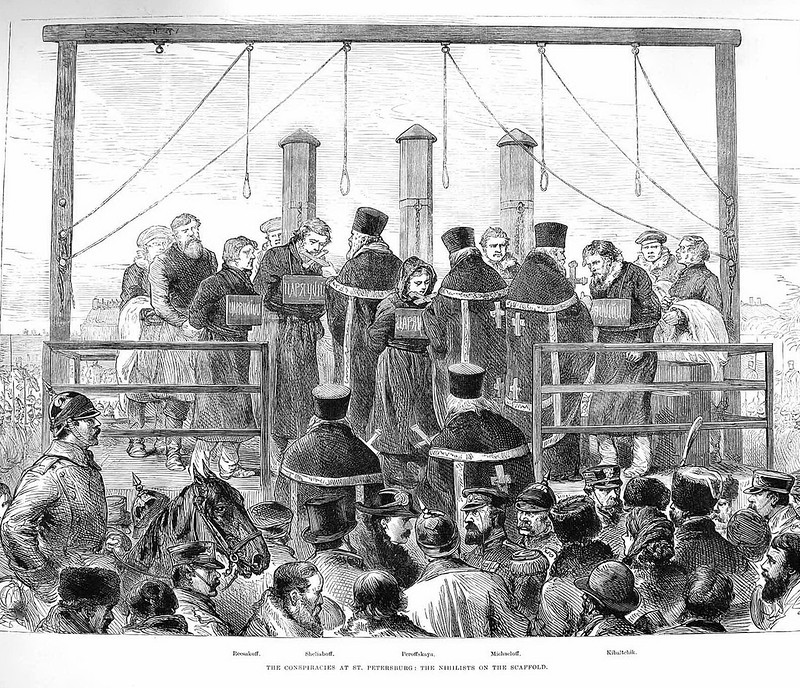
Страта першартівців.

Велику послугу слідству надав Микола Рисаков: він швидко був зламаний арештом і перспективою смертної кари, одразу надавши великі свідчення, завдяки яким поліція розкрила конспіративну квартиру на Візковій вулиці. При захопленні цієї квартири 3 (15) березня 1881 року наклав на себе руки Микола Саблін і була заарештована Геся Гельфман. Того ж дня залишеною в квартирі засідкою був затриманий Тимофій Михайлов, який вчинив озброєний опір . Рисаков дав також свідчення на Желябова, Перовську, Кібальчича, Фігнер та інших, повідомивши загалом усе, що йому було відомо про «Народну волю». Усього за кілька днів були заарештовані Григорій Ісаєв, Микола Суханов, Аркадій Тирков, Єлизавета Оловеннікова, Михайло Фроленко та низка інших активних діячів революційного підпілля. Високі шанси втекти були у Софії Перовської — вона не була затримана на місці замаху і могла залишити Петербург, проте вирішила залишитися і в результаті 10 березня була затримана біля пам'ятника Катерині II, ще через тиждень біля входу до бібліотеки-читальні затримали Миколу Кібальчича, 14 квітня — Івана Ємельянова. З Петербурга зуміли втекти лише небагато учасників тих подій, зокрема, Віра Фігнер протрималася на волі до 10 лютого 1883 року.
Справа про царевбивство розглядалося в особливій присутності Урядового сенату 26-29 березня 1881 року. Підсудними були А. І. Желябов, С. Л. Перовська, Н. І. Кібальчич, Т. М. Михайлов, Н. І. Рисаков, Г. М. Гельфман. Желябов відмовився від захисту та виступив на суді з яскравою революційною промовою. 30 березня очікуваний вирок було оголошено: суд засудив усіх обвинувачених до страти. Гельфман, зважаючи на її вагітність, страту відстрочили до народження дитини, а потім замінили вічною (безстроковою) каторгою, але вона незабаром померла.
3 (15) квітня 1881 Желябов, Перовська, Кібальчич, Михайлов і Рисаков були повішені на плацу Семенівського полку. Всі вони згодом увійшли в історію як першомартовці, їхня страта виявилася останнім публічним виконанням смертного вироку в дореволюційній Росії.
Надалі протягом 1881—1883 років були засуджені та інші учасники подій 1 березня: Ю. Богданович, О. Якімова, М. Фроленко, Ст. Фігнер, Н. А. Суханов, Р. Ісаєв, М. Грачевський, Є. Г. Сидоренко, І. Ємельянов, Є. Г. Оловеннікова та інші («процес двадцяти», «процес сімнадцяти», «процес чотирнадцяти»). Більшість засуджено до смертної кари через повішення та тривалі терміни каторги (зокрема, безстрокової). При затвердженні вироків Олександр III замінив усім, крім Суханова, страту безстроковою каторгою. Миколу Суханова як офіцера, що зрадив присягу, розстріляли 19 березня 1882 року у Кронштадті.

## Пам'ять

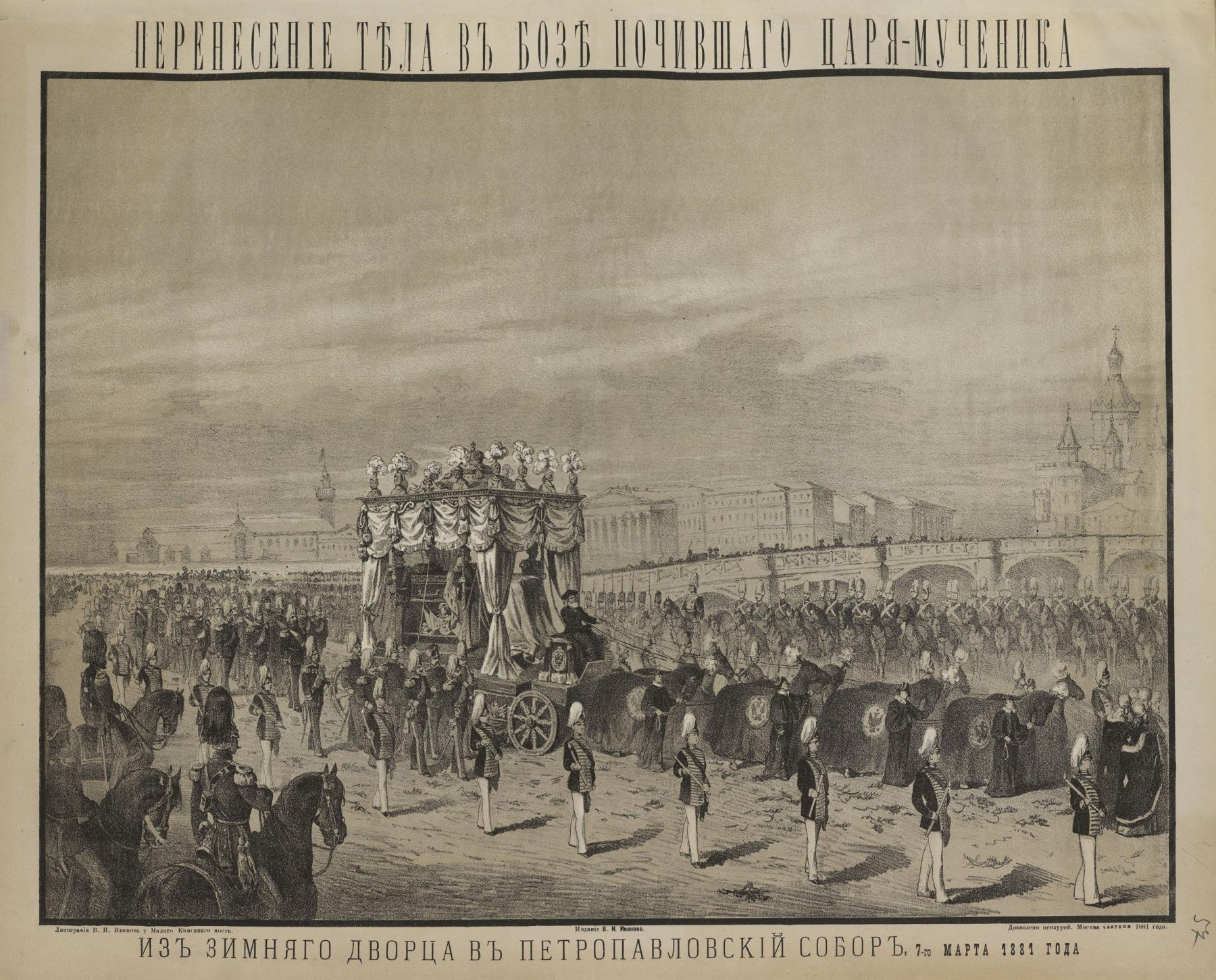
Перенесення тіла царя із Зимового палацу в Петропавлівський собор 7(19) березня 1881 р.

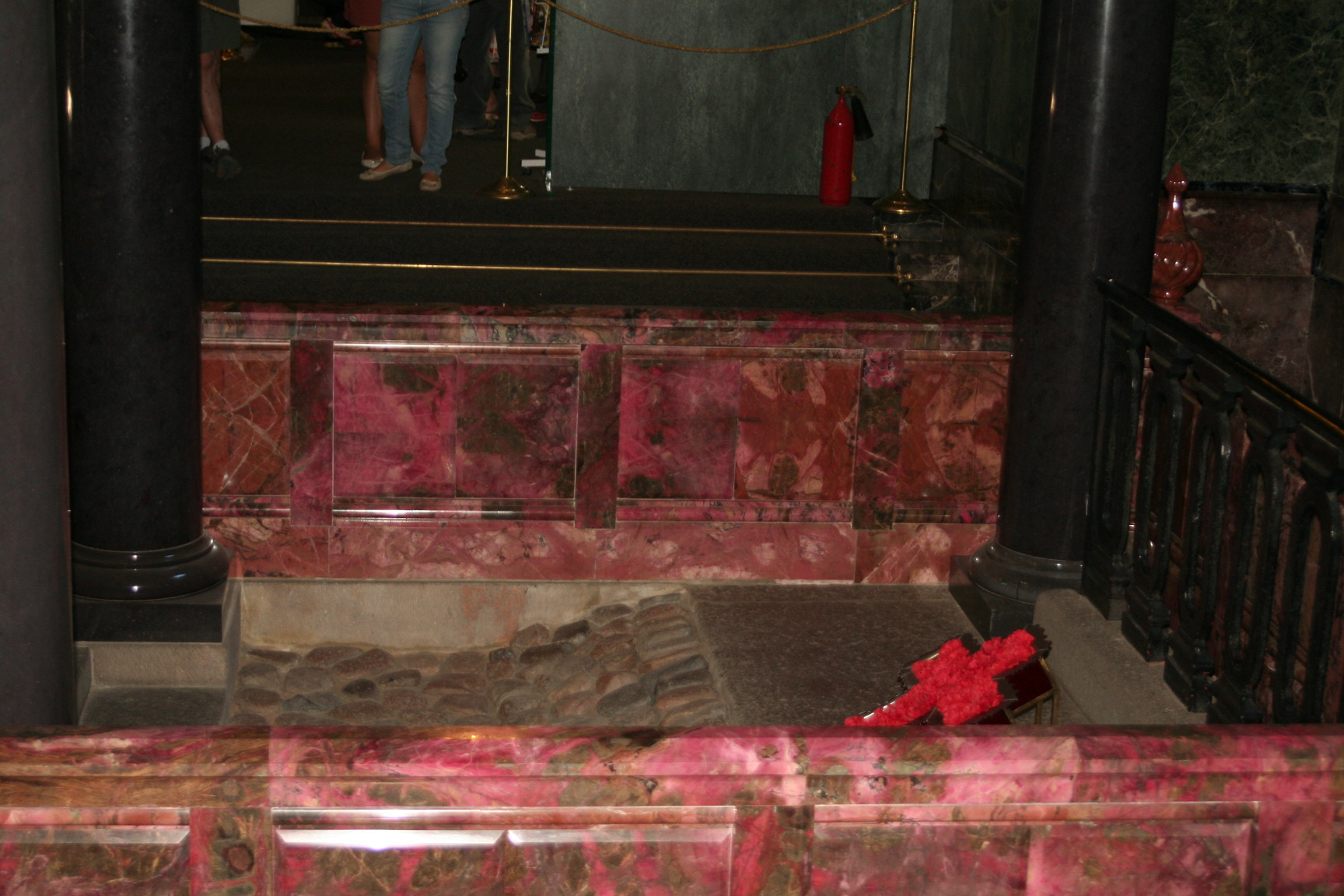
Врятував на Крові. Збережена частина бруківки та огорожі набережної каналу під покровом дома смертельного поранення Олександра II.

12 (24) березня 1881 року Олександр III в пам'ять про замах заснував медаль «1 березня 1881» для нагородження всіх осіб, які супроводжували в той день імператора або іншим чином пов'язаних із трагічними подіями.

Спас на крові

Пам'ять про «Царя-Визволителя» була увічнена в багатьох містах Російської імперії та Болгарії шляхом встановлення пам'ятників, будівництвом церков та каплиць, присвячених св. Олександра Невського (Олександровських). Після Жовтневої революції більшість із них було знесено.
Відразу після вбивства було створено комісію з увічнення пам'яті Олександра II, а також оголошено конкурс на найкращий проект храму. У найкоротші терміни на місці замаху за проектом Леонтія Бенуа було збудовано тимчасову каплицю: вже 17 (29) квітня 1881 року каплиця була освячена, у ній почали проводити пам'ятні панахиди. Після проведення конкурсу в жовтні 1883 року розпочалося будівництво храму Спаса на Крові за спільним проектом архітектора Альфреда Парланда та архімандрита Ігнатія (Малишева), який згодом від будівництва відійшов. Проект виконаний у російському стилі і є збірний образ російського православного храму, орієнтованого на зразки Москви та Ярославля XVI—XVII століть, зокрема нагадує московський собор Василя Блаженного.
Храм був споруджений як пам'ятник Царю-Мученику за кошти, зібрані по всій Росії. Будівництво тривало 24 роки. 6 (19) серпня 1907 року, у свято Преображення Господнього, відомого як «Другий Спас», собор був освячений. Усередині храм прикрашений мозаїками роботи майстерні В. О. Фролова за ескізами В. М. Васнецова, М. В. Нестерова, С. С. Бєляєва, А. П. Рябушкіна, М. М. Харламова, Н. А. Бруні, Н. А. Кошелєва та інших художників.
30 жовтня 1930 року президія ВЦВК ухвалила закрити храм. 19 серпня 1997 року, через 90 років після освячення, музей-пам'ятник «Спас-на-Крові» відкрився для відвідувачів; 23 травня 2004 року в соборі була відслужена перша після більш ніж 70-річної перерви літургія.